# Cernusson
Cernusson település Franciaországban, Maine-et-Loire megyében. Lakosainak száma 329 fő (2022. január 1.). Cernusson Montilliers és Lys-Haut-Layon községekkel határos.

## Népesség
A település népességének változása:
| Lakosok száma | 254  | 246  | 270  | 263  | 337  | 357  | 354  | 337  | 334  | 329  |
|               | 1968 | 1982 | 1990 | 2006 | 2013 | 2015 | 2017 | 2019 | 2020 | 2022 |